# Gordon Allport
Gordon Willard Allport (Montezuma, 11 novembre 1897 – 9 ottobre 1967) è stato uno psicologo statunitense.

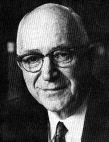
Gordon Willard Allport (1897–1967)

È stato uno dei più noti psicologi della psicologia sociale, appartenente al movimento della cosiddetta "psicologia dei tratti".

## Biografia
Nato da un padre medico e da una madre insegnante, Gordon W. Allport riceve nel 1915 una borsa di studio per l'Università Harvard dove suo fratello maggiore Floyd Henry studia già. Si laurea nel 1919 in filosofia ed economia. Insegna per un anno a Istanbul, al Robert College, prima di tornare ad Harvard per completare i suoi studi (master nel 1921, dottorato nel 1922). Vincitore di una nuova borsa di studio, può ancora viaggiare in Europa, prima in Germania (Berlino, Amburgo) e poi in Gran Bretagna (Cambridge). Incontra Freud, senza grande successo come racconta nel 1966.
Tornato negli Stati Uniti, insegna psicologia ad Harvard fino al 1926. Sposa Ada Lufkin Gould, con la quale ha presto un figlio. Insegna al Dartmouth College per quattro anni e poi ottiene una posizione ad Harvard. Rimane lì per tutta la vita.
La sua carriera non conosce più rallentamenti: nel 1933 viene eletto membro dell'Accademia americana delle arti e delle scienze, dirige la rivista scientifica Journal of Abnormal and Social Psychology, presiede l'Associazione Psicologica Americana a partire dal 1939, l'Associazione psicologica orientale dal 1943, e la Società per lo studio psicologico delle questioni sociali a partire dal 1944. Nel 1963 riceve la medaglia d'oro della Psicologica Americana Fondazione, e nel 1964 il Premio alla carriera per il contributo scientifico conferito dall'Associazione Psicologica Americana.
Durante la Seconda guerra mondiale, Gordon W. Allport intrattiene stretti rapporti con i servizi segreti militari. Vicino a Roosevelt, fa parte del Comitato sul sentimento nazionale, istituito nel 1940 per orientare la comunicazione governativa riguardante l’informazione bellica. In particolare, lavora sul concetto di “voce” (rumor), pubblicando articoli sia scientifici sia divulgativi sull’argomento. Promuove inoltre un seminario di ricerca incentrato sullo studio del “morale del fronte interno”, nell’ambito del quale dirige i lavori degli studenti; i temi affrontati sono molteplici, spaziando dall’analisi del carattere di Hitler allo studio delle ammutinamenti e delle voci di guerra.
Nel 1942 lancia, insieme al suo studente Robert H. Knapp, diverse iniziative per raccogliere e contrastare le voci infondate (come l’“Appello alla voce” pubblicato nel Reader’s Digest, o la Clinica delle voci nel Boston Herald). Con un altro studente, Leo Postman, conduce ricerche sui pregiudizi razziali all’interno della polizia di Boston.
È autore di numerose opere, tra cui La natura del pregiudizio (1973 [1954]), L'individuo e la sua religione : Interpretazione psicologica (1972 [1950]), The Psychology of Rumor (1947, con Leo Postman)...
Gordon W. Allport muore nel 1967.

## Pensiero
Riteneva che ogni individuo fosse una combinazione unica di "tratti di personalità", e per questo fosse impossibile individuare due personalità identiche.
Ipotizzò una prima divisione in tratti comuni e tratti personali: i primi sono quelli che possono essere identificativi per un gruppo di persone o categoria (ad es., i pugili definiti come "aggressivi"); i secondi sono propri di ogni singolo individuo, e non possono essere definiti in una sola parola.
Allport distinse, inoltre, i tratti personali in tre tipologie differenti:
1. Tratti cardinali: hanno l'influenza maggiore sulla personalità e sul comportamento, e sono i più forti e pervasivi;
2. Tratti centrali: sono quelli che colgono l'essenza di un individuo (in un numero di circa 7-8), ed influenzano buona parte del nostro comportamento;
3. Tratti secondari: sono estremamente specifici, e si manifestano solo in circostanze particolari.

Fondamentali i suoi successivi studi sul pregiudizio. Infatti, da esponente dell'approccio cognitivista, studiò la rappresentazione del reale basandosi su due differenti processi cognitivi: la categorizzazione e la generalizzazione. Tramite il primo, l'essere umano seleziona ed organizza le differenti realtà che lo circondano; con il secondo, invece, l'uomo tende ad attribuire ad eventi di tipo generale dei significati derivanti dalle poche osservazioni effettuate sugli eventi disponibili.
Questi due processi evidenziano la limitatezza funzionale della mente umana, e producono valutazioni di tipo errato ("bias") che possono portare, talvolta, all'etichettamento (labelling) degli individui.

## Opere
- Gordon W. Allport, La natura del pregiudizio [The Nature of Prejudice], traduzione di Mario Chiarenza, Firenze [Reading, MA], La Nuova Italia [Addison-Wesley Pub. Co.], 1973  [1954],  p. 718, ISBN 0-201-00178-0.
- Gordon W. Allport, L'individuo e la sua religione : Interpretazione psicologica [The Individual and His Religion: A Psychological Interpretation], traduzione di Norberto Galli, Brescia [Oxford, England], Editrice La Scuola [Macmillan], 1972  [1950].
- (EN) Gordon W. Allport, The Person in Psychology, Boston, Beacon Press, 1968.
- (EN) Gordon W. Allport, Letters from Jenny, New York, Harcourt, Brace and World, 1965.
- (EN) Gordon W. Allport, Pattern and Growth in Personality, New York, Harcourt College Pub, 1961, ISBN 0-03-010810-1.
- (EN) Gordon W. Allport, Personality & social encounter, Boston, Beacon Press, 1960.
- (EN) Gordon W. Allport, Becoming: Basic Considerations for a Psychology of Personality, New Haven, Yale University Press, 1955, ISBN 0-300-00264-5.
- (EN) Gordon W. Allport, The Nature of Personality: Selected Papers, Westport, CN, Greenwood Press, 1950, ISBN 0-8371-7432-5.
- (EN) Gordon W. Allport e Leo Postman, The Psychology of Rumor, New York, Henry Holt & Co, 1947.
- (EN) Gordon W. Allport, Personality. A psychological interpretation, New York, Holt, Rinehart & Winston, 1937.
- (EN) Gordon W. Allport e Hadley Cantril, Psychology of Radio, New York, Harper and Brothers, 1935.
- (EN) Gordon W. Allport e P. E. Vernon, Studies in expressive movement, New York, Macmillan, 1933.